# HD 130948
Désignations
HD 130948 ou HP Bootis est une étoile variable de la constellation du Bouvier, située à 59,3 ± 0,4 al (18,2 ± 0,1 pc) de la Terre.